# Casa Urbanc
Casa Urbanc (in sloveno Urbančeva hiša) è un palazzo situato nel centro di Lubiana, la capitale della Slovenia.

## Storia
La casa è stata commissionata dal commerciante Feliks Urbanc ed aperta nel 1903. L'edificio è stato completamente rinnovo a cavallo degli anni 2009/2010. È stato il primo grande magazzino della città. Inizialmente al piano terra era presente un negozio, mentre nei piani superiori c'erano degli appartamenti.

## Descrizione
Situato in piazza Prešeren tra strada Miklošič e strada Trubar, costruito in stile secessionista e progettato dall'architetto Fredrich Sigmundt, ha una struttura pentagonale. L'ingresso principale di strada Trubar 1 è decorato con una struttura in vetro a forma di fiore e la statua del dio romano Mercurio il santo patrono dei mercanti, l'ingresso è invece decorato in art Nouveau.

## Galleria d'immagini

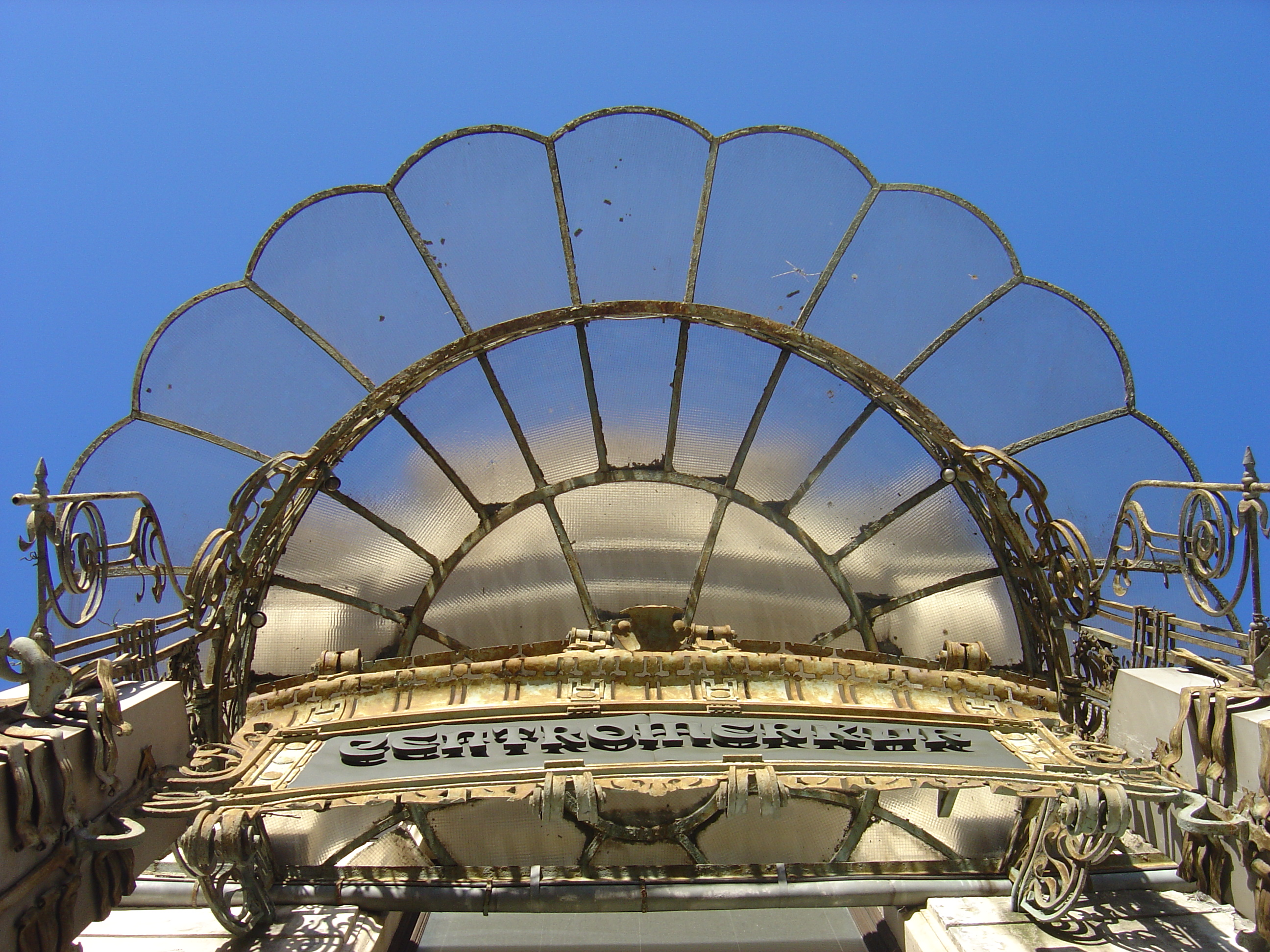
La struttura esterna in vetro a forma di fiore
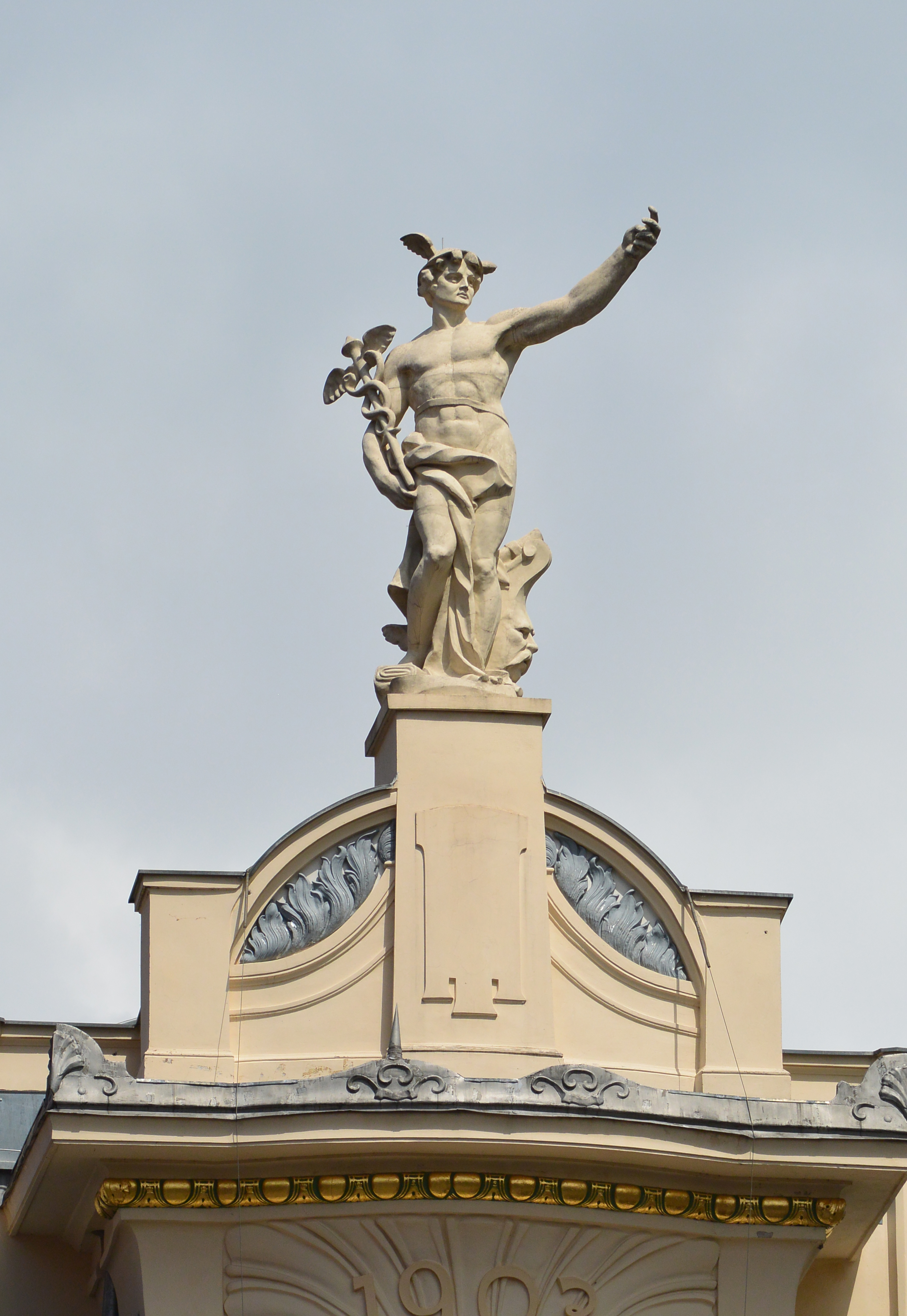
La statua di Mercurio
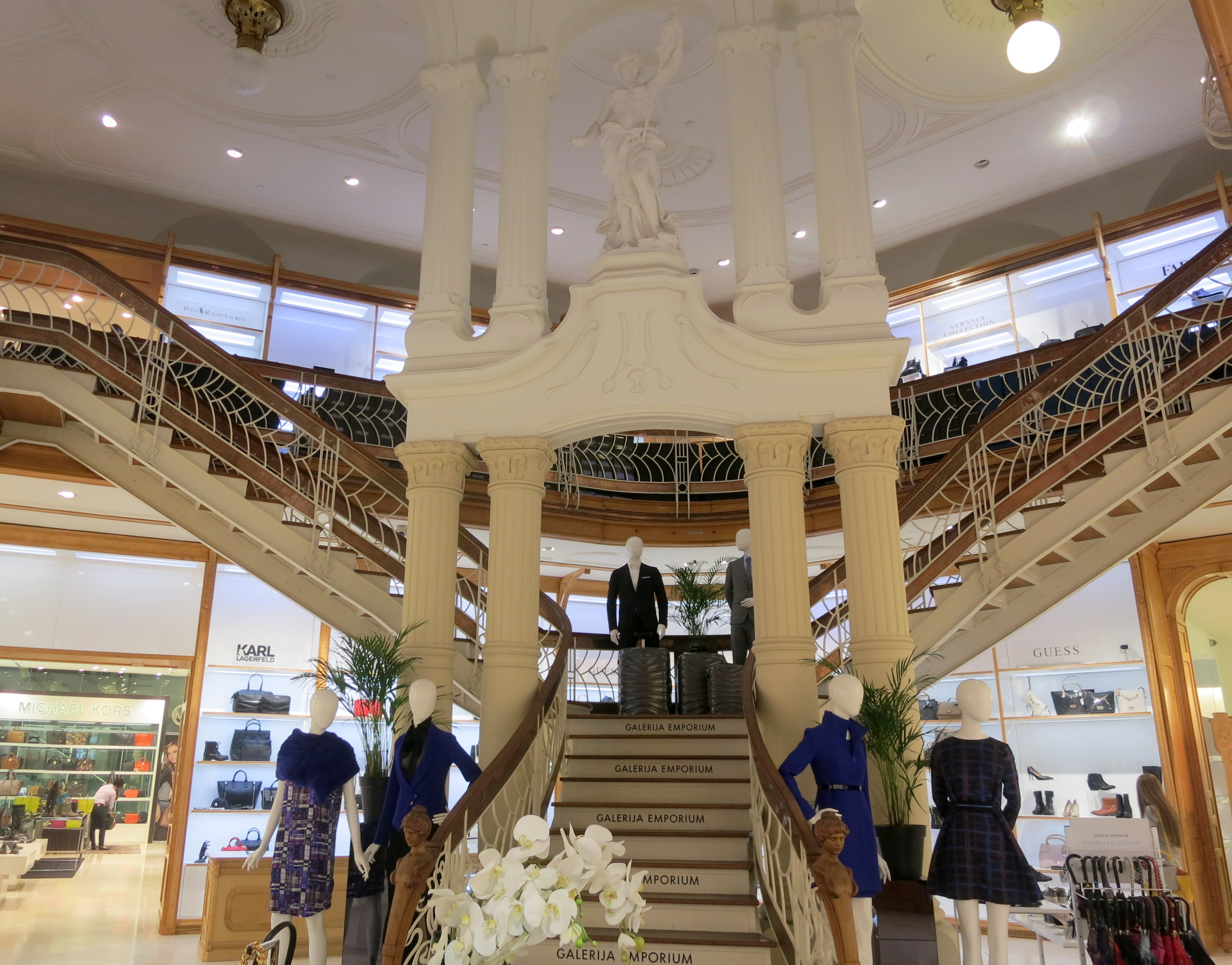
L'interno della casa
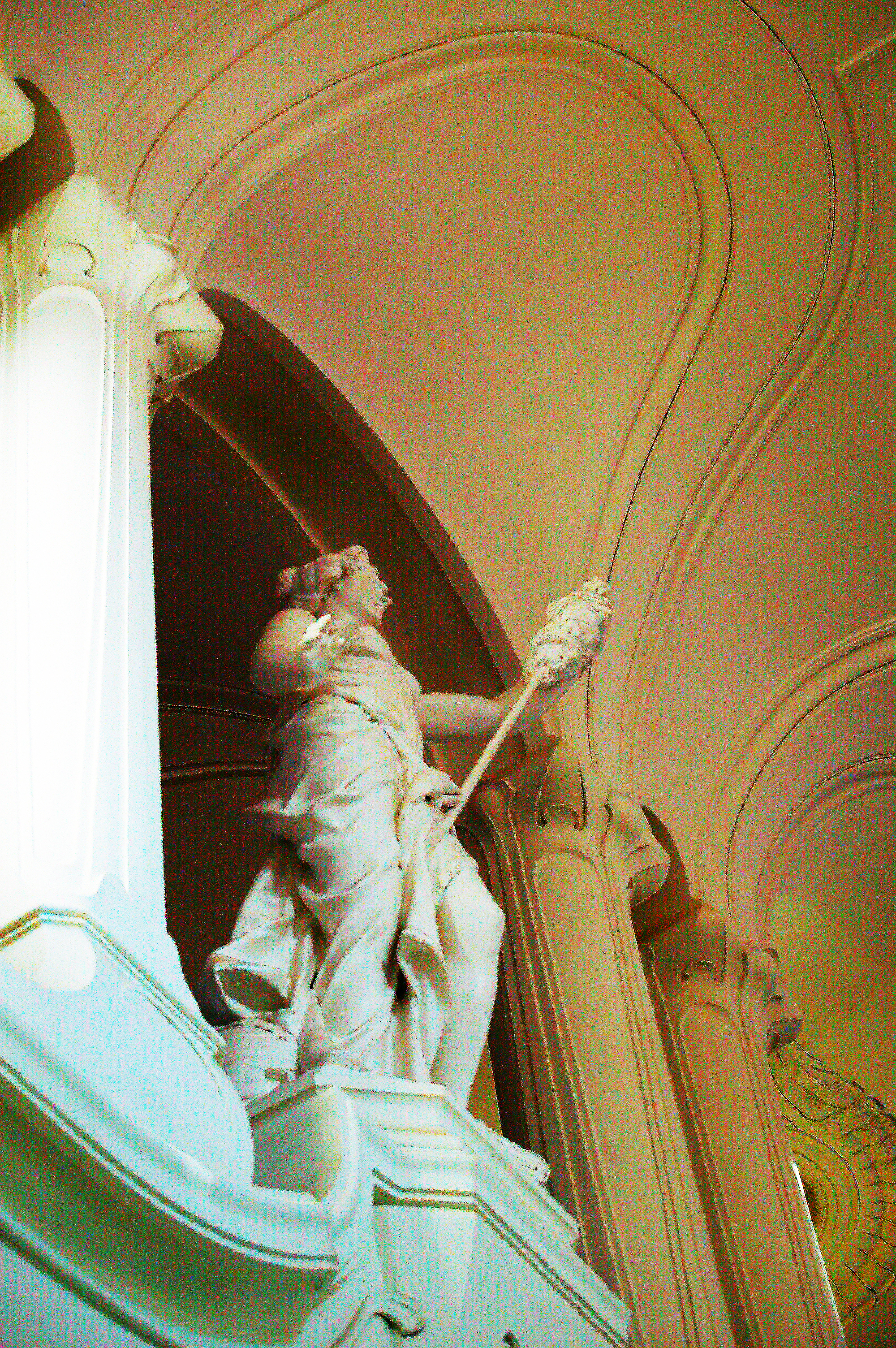
Dettaglio della scala